# Ánfora panzuda del Pintor de Andócides

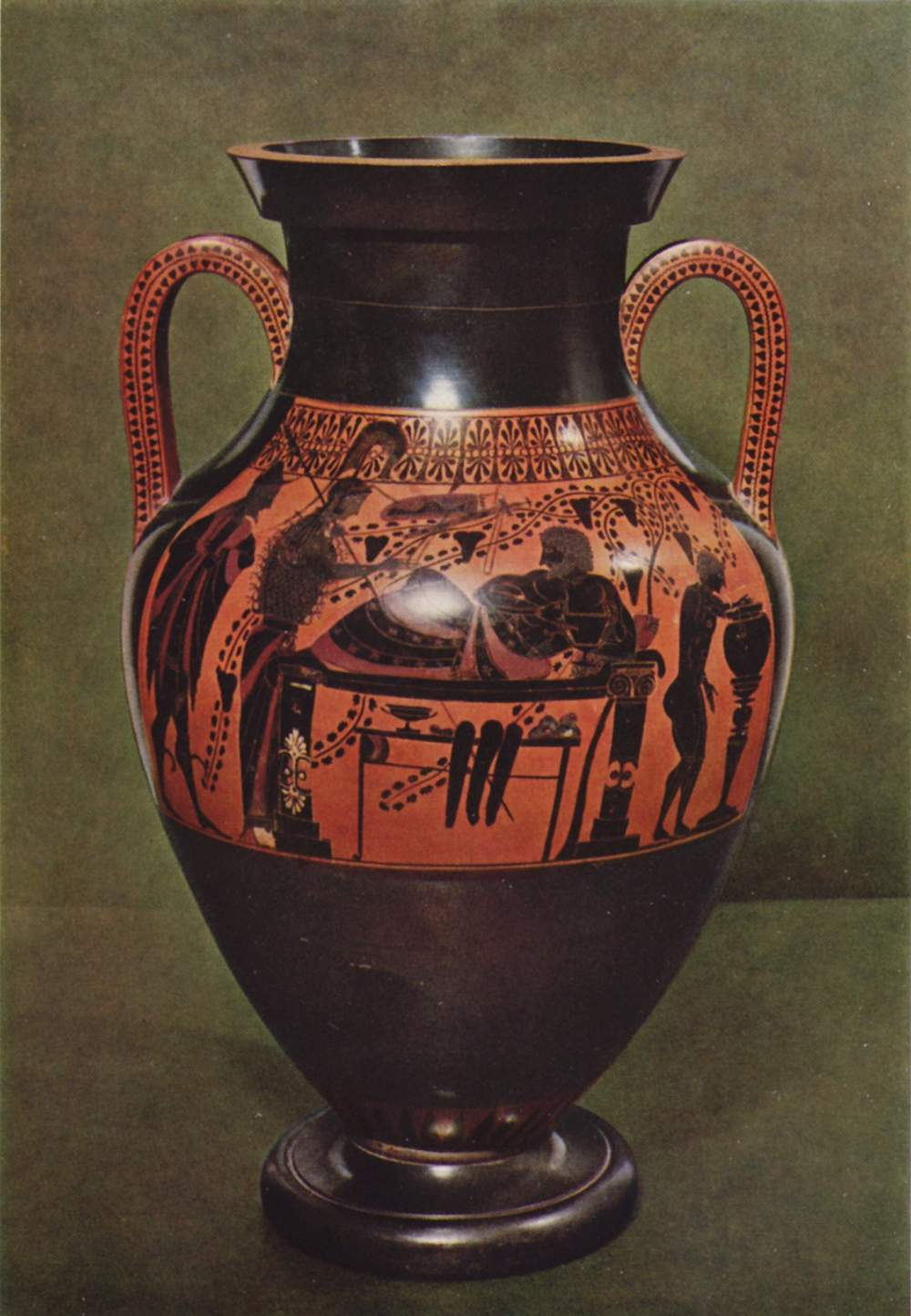
Lado de las figura negras del ánfora.

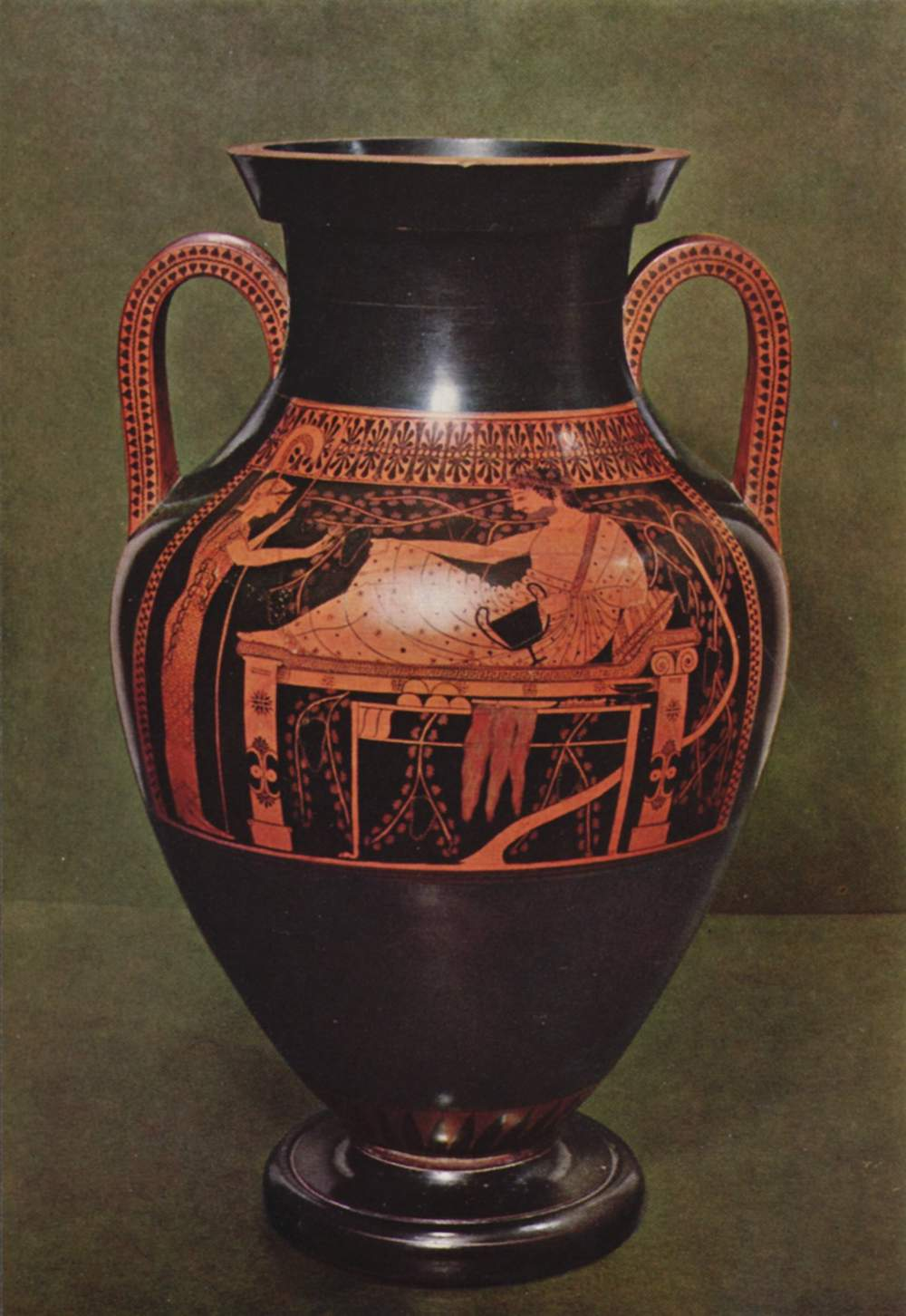
Lado de las figuras rojas del ánfora.

El Ánfora panzuda de la Staatliche Antikensammlungen de Múnich (número de inventario 2301) es una de las obras más famosas del Pintor de Andócides. Mide 53,5 cm de altura y 22,5 cm de diámetro. Data de entre 520 y 510 a. C. y fue descubierta en Vulci. Fue adquirida por Martin von Wagner, agente de Luis I de Baviera. 
Como vaso bilingüe, es una fuente arqueológica importante para la transición de la cerámica ática de figuras negras  a la técnica de figuras rojas. Los vasos bilingües son poco comunes, y los que repiten el mismo tema en los dos estilos son rarísimos; por lo tanto, el vasose utiliza muy a menudo para ilustrar las diferencias entre las dos técnicas. Está firmado por el alfarero Andócides, que probablemente lo hizo. Algunos estudiosos suponen que el lado de las figuras negras fue pintado por el Pintor de Lisipides, mientras que otros sugieren que es el mismo artista que el Pintor de Andócides.

## Descripción
El Pintor de Andócides es considerado generalmente como el inventor del estilo de figuras rojas en la pintura de vasos griegos. Las figuras rojas era una inversión del estilo de figuras negras, hasta entonces común. En la fase inicial de la pintura de figuras rojas, ambas variantes se utilizaban de forma paralela. En algunos casos, como en el ánfora panzuda descrita aquí, ambos estilos se utilizaban en paneles separados en el parte delantera y trasera del mismo vaso. Esta ánfora es especial porque ambas caras representan el mismo motivo en las dos técnicas diferentes. Así, ambos estilos pueden compararse de forma ejemplar. Las escenas representan al héroe más importante de la mitología griega, Heracles, bebiendo recostado en un klinē (sofá).
En el lado de las figuras negras, se le muestra tumbado en posición horizontal, sosteniendo una copa (cántaros) en su mano derecha. Su mirada se dirige a la diosa Atenea, que está de pie frente a él. Detrás de ella se encuentra Hermes, con sandalias aladas y sombrero, seguido de un sirviente desnudo, representado un poco más pequeño, que está mezclando vino en un dinos. Delante del sofá hay una mesa baja con carne, pan y un kílix. En el fondo, una enredadera enmarca la escena entre el héroe y las deidades. Las armas de Heracles están suspendidas sobre él, presumiblemente colgadas en una pared.
El lado de las figuras rojas difiere del de las figuras negras en algunos aspectos: El sirviente y el dios heraldo Hermes están ausentes, así como las armas. La escena está enmarcada por vides, pero estas se enroscan más. Heracles está representado con la parte superior del cuerpo levantada del sofá. Una de sus manos sostiene su rodilla. Las dos figuras están más aisladas que en la otra escena. El cántaros está representado en negro, al igual que en la parte trasera, por lo que destaca mucho más. Atenea entrega a Heracles una flor a medio abrir. El elaborado detalle interno hace que sus ropas tengan un aspecto mucho más rico que en el otro lado.

## Galería

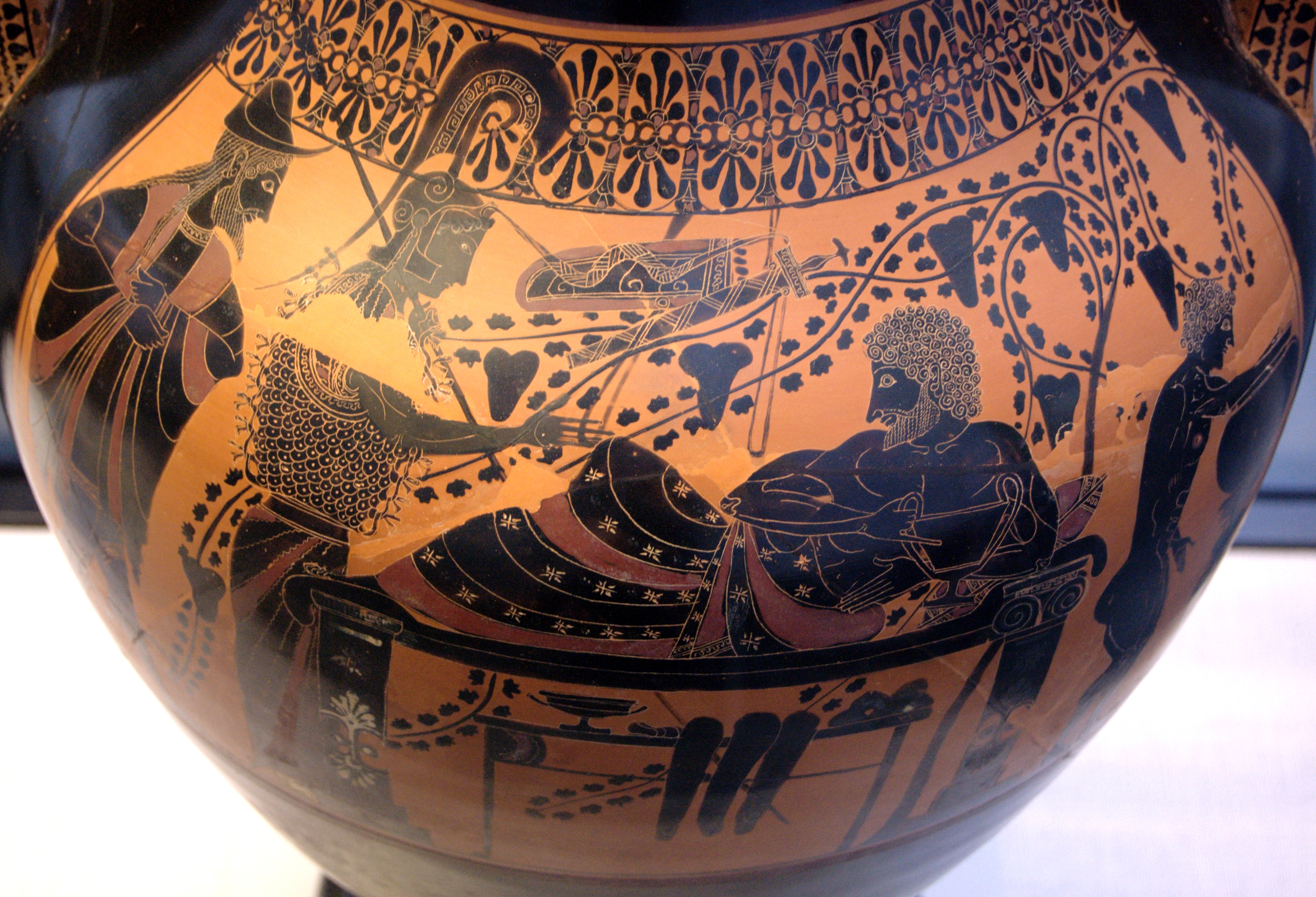
Detalle del lado de las figuras negras del ánfora.
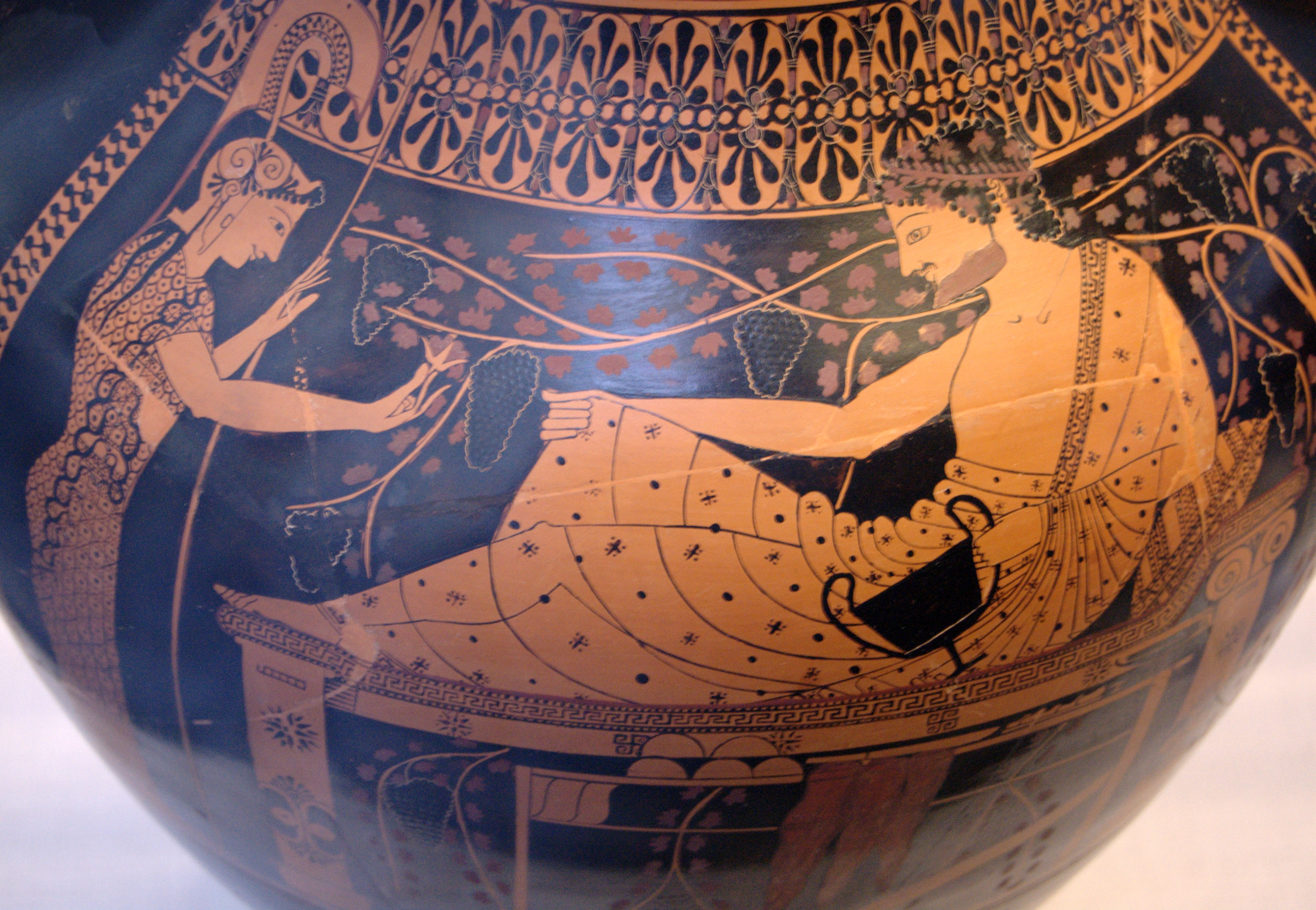
Detalle del lado de las figuras rojas del ánfora.